# 중화민국 위생복리부

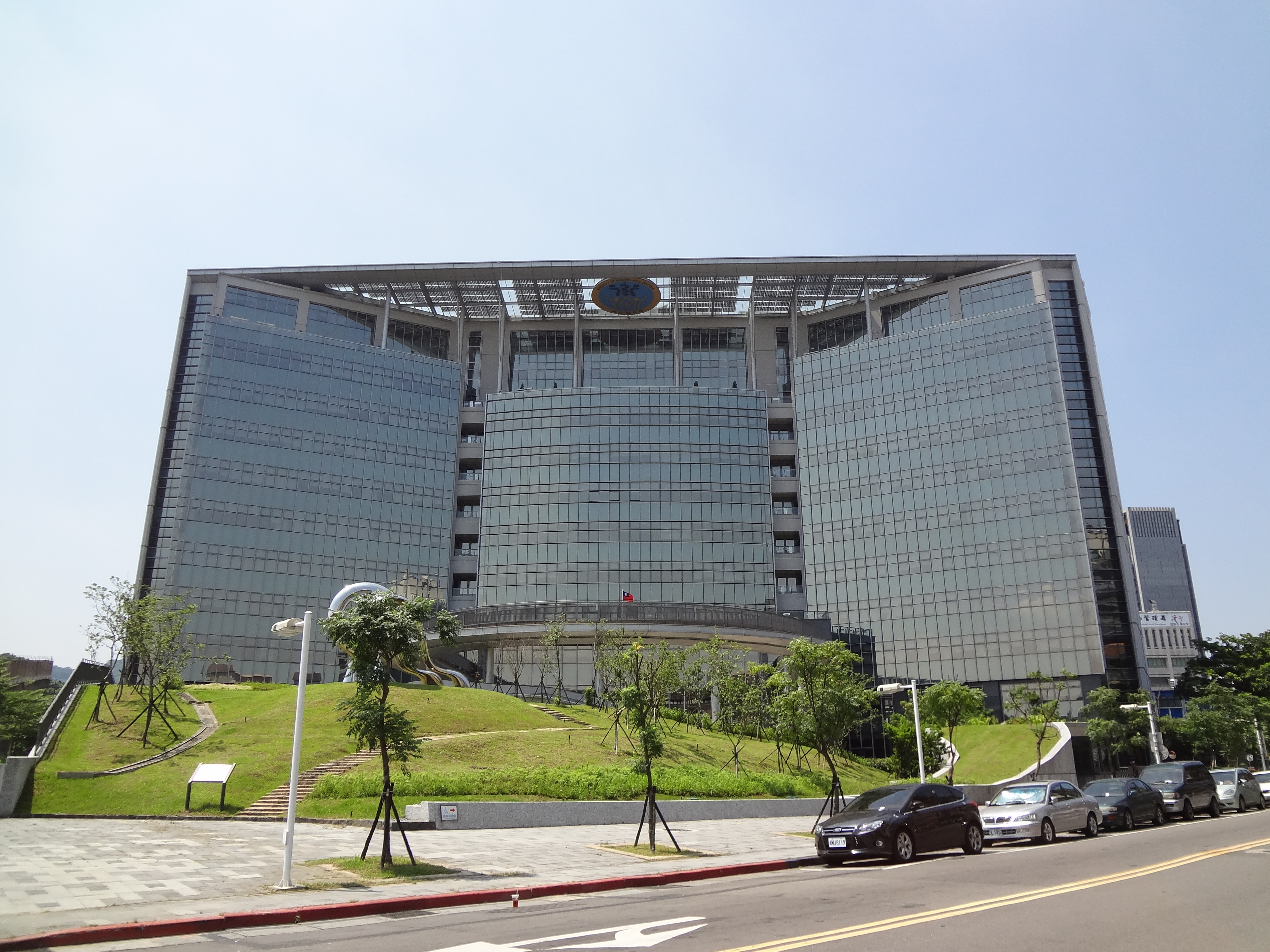
중화민국 위생복리부

중화민국 위생복리부(中華民國 衛生福利部)는 중화민국 행정원에 속해있는 중화민국의 국민보건 및 위생에 관한 업무를 담당하는 부서이다. 대한민국의 보건복지부에 해당한다. 2013년 7월 23일 부로 승격했다. 

## 연혁
| 연도   | 월일     | 사항                    |
| ------ | -------- | ----------------------- |
| 1928년 | 4월      | 「내정부위생사」성립    |
| 1928년 | 11월     | 「위생부」로 개칭       |
| 1931년 | 4월      | 「내정부위생서」로 개칭 |
| 1936년 | 11월     | 「행정원위생서」로 개칭 |
| 1938년 | 4월      | 「내정부위생서」로 개칭 |
| 1940년 | 4월      | 「행정원위생서」로 개칭 |
| 1947년 | 5월      | 「위생부」로 개칭       |
| 1949년 | 5월      | 「내정부위생서」로 개칭 |
| 1949년 | 8월      | 「내정부위생사」로 개칭 |
| 1971년 | 3월 17일 | 「행정원위생서」로 개칭 |
| 2013년 | 7월 23일 | 「위생복리부」로 승격   |

## 조직 현황
- 위생서장
- 위생부서장
- 주임비서
- 기감참사

- 국회연락조
- 과학기술발전조
- 자신중심
- 전민건강보험소조
- 소원위원회
- 법규위원회
- 통계실
- 위생교육추동위원회
- 회계실
- 정풍실
- 인사실
- 비서실
- 국제합작처
- 기획처
- 의학분야처
- 의원관리위원회
- 질병관제서
- 중앙건강보험서
- 국민건강서
- 식품약물관리서
- 사회급가정서 : 구 내정부 아동국

## 같이 보기
- 중앙유행전염병지휘센터
- 대만의 코로나19 범유행

## 주 소
台北市南港區忠孝東路6段488號